# トッド・エルドリッジ
トッド・ジェームス・エルドリッジ（Todd James Eldredge、1971年8月28日 - ）は、アメリカの男性フィギュアスケート選手。1996年世界選手権優勝、全米選手権6回優勝。現在は「スターズ・オン・アイス」ツアーの常連として活動を続けている。

## 人物
マサチューセッツ州チャタム出身。コーチはリチャード・キャラハン。ミシガン州のロチェスター・ヒルズ在住だったが、2008年にフロリダに移った。1990年代を代表する名選手である。
2005年9月3日に結婚したメイガン・マックレアとは2009年3月に離婚。2012年5月26日にサブリナ・コルバチとの間に男の子が誕生。同年9月28日に結婚した。

### 故郷であるチャタムとの繋がり
トッドが故郷を離れてフィラデルフィアで修行していた12歳の時、両親がこれ以上トッドの練習費用を負担出来なくなり、トッドは引退の危機に追い込まれた。しかしこの時、彼の故郷であるチャタムの町の人々は、彼等の町が生んだ正真正銘の天才がキャリアを続行することを望み、速やかに「トッド・エルドリッジ・ユース・ホッケー・ファンド（Todd Eldredge Youth Hockey Fund）」を設立して彼に資金援助を開始した。
後年フィギュアスケーターとして大成功を収めたトッドはこの恩に報いるため、「チャタム再生基金（Chatham Recreation Fund）」を設立して故郷の若者たちのスポーツ活動を支援するとともに、故郷に多目的運動場を1面寄贈した。この運動場は「トッド・エルドリッジ競技場」と名付けられた。

### 慈善活動
天才であると同時に数多くの苦労も経験した彼は、慈善事業にも熱心に取り組んでいることで知られる。趣味のゴルフ（ハンディ6の腕前）では、毎年のように有名人によるチャリティ・ゴルフ大会に参加し、スペシャル・オリンピックへの支援や難病と戦う子供達を支援する組織のスポークスマン役も行っている。

## 経歴
ケープ・コッドの漁師の家に生まれる。5歳のクリスマスにスケート靴をプレゼントされてスケートを始めるが、当初両親はアイスホッケーを教えるつもりであった。しかしジャンプやスピンに興味を持っていたトッドは両親に直訴してフィギュアスケートを習い始める。両親はトッドの興味がどこまで続くものか半信半疑であったが、トッドはやがて幼稚園に行く前にも帰った後にもリンクに連れて行くようせがむようになる。トッドの情熱は本物だった。
7歳になる頃にはフィギュアスケート教室のサマー・キャンプに参加するようになり、10歳までには有力な少年選手の一角を占めるようになっていた。もはや地元ではこれ以上トッドの才能を伸ばせないことに気付いた両親は、渋々ながらもトッドをフィラデルフィアにホームステイさせて、より有力なコーチに師事させることを選ぶ。この決断は正解であった。トッドは10年に1度というレベルの天才だったのである。1985年にはノービスの国内王者、1987年にはジュニア王者、1988年にはジュニア世界王者となる。いずれも当時最年少での戴冠である。
1990-1991シーズンには18歳で全米選手権を制し、世界選手権も3位となる。トッドの将来は輝かしいものに思えたが、彼を背中の故障が襲う。この故障は長引き、3シーズンを棒に振ることになる。
1994-1995シーズン、ようやく故障から復活したトッドはNHK杯で1位（2位はフィリップ・キャンデロロ）で再び注目を浴びる。スケートアメリカ1位、全米選手権1位と破竹の勢いで世界選手権に臨むも、プログラム2回目の3回転アクセルで転倒してしまう。意を決したエルドリッジは最後の2回転アクセルを即席で3回転アクセルに変更し成功する。その意欲的な行為は大きな感動を呼んだ。この時、キャンデロロのコーチが『同じ種類のジャンプを3回試みることはルール違反であり、減点されるべきだ』と抗議したが、最終的には減点されなかった。エルドリッジは2位、優勝したのはエルビス・ストイコであった。
1995-1996シーズンは全米選手権でルディ・ガリンドに敗れて2位となる。この敗戦をバネにしたトッドは世界選手権で全てのジャンプを美しく着氷し念願の優勝を果たした。
1996-1997シーズン　インディペンデンス・デイのサウンドトラックにのせてスケート・アメリカ、ラリック杯ともに1位。スローパートでのスケーティングの清潔な美しさは極めて高い評価を得た。世界選手権では2回目の3回転アクセルが1回転となり、95年同様、プログラム最後の2回転アクセルを3回転アクセルに変更するが転倒、ストイコに次ぐ2位に終わる。
97-98シーズン　長野オリンピックのため、プログラムに4回転を入れるかどうかコーチと悩み、最終的に4回転を入れないことでシーズンを迎えた。ライバルのストイコ、イリヤ・クーリックは4回転をプログラムに入れている。当時、旧採点システムでは4回転を成功させるかさせないかで　評価は大きく分かれた。俗に言われる「空中戦の時代」である。4回転をプログラムに入れていないエルドリッジはそれだけで技術的な基礎点を下げられてしまった。
長野オリンピックのショートプログラムではほとんどミスの無い演技であったが3位。（1位：クーリック、2位：ストイコ）あまりにも完成度の高いエルドリッジの演技にテレビ解説の五十嵐文男も思わず「惜しかったですね」と本音を漏らし、ゲストの伊藤みどりは「わたしはエルドリッジが一番だと思ったんですけどね」と言った。フリースケーティングでは冒頭に3回転-3回転のコンビネーションを2つ用意していたが、着氷が不安定になったため、2つとも3回転-2回転のコンビネーションに変更せざるを得なかった。そこから彼は動揺し、彼にとって簡単な3回転のジャンプでさえ、危うくバランスを崩しかけてしまう。最後に逆転する為に、2回転アクセルを飛ぶ予定を急遽3回転アクセルのコンビネーションにしようと試みるも転倒してしまった。最終的にショート5位のキャンデロロに逆転されて4位に終わる。
長野オリンピックの後の世界選手権では、4回転をプログラムに入れていないというだけで、技術点で平均5.4という低い評価を受けねばならなかった。その後、アマチュア資格を保持しつつ、各種大会に出て成績を残すが、旧採点システムでは4回転をプログラムに入れていないと優勝を狙うほどの点数は得られなかった。2001-02シーズン、ソルトレークシティオリンピックのショートプログラムで4回転-2回転を躓きそうになりながらも堪えて成功させる。フリースケーティング「The Lord of the Rings」では30歳ながら果敢に4回転ジャンプにも挑戦し（転倒）、ファンの感動を呼んだ。同世代のライバル、エルビス・ストイコはフリーでの滑走順がエルドリッジの直後であったが、リンクに入る時にエルドリッジと手を合わせてお互いの健闘を称えたシーンや、ストイコのフリープログラム終了後「（アマチュアとしては）全てをやり終えた」といった表情で抱き合ったシーンがファンの感動を呼んだ。最終的に6位に終わる。
2012年4月26日に左側の人工股関節全置換手術を受けた。

## 技術
清潔感あるスケーティングにはファンも多く、4回転は跳べないながらもその風格は偉大な王者の名に相応しいものであった。「4回転を跳ばない最後の世界王者」とも言われていた（2008年世界選手権でのジェフリー・バトルの優勝により最後ではなくなった）。またスピンの際、氷に対し体の軸が垂直に伸び、またスピンをしていても、スピンをしている位置が殆ど移動しないため、「フィギュアスケートの教科書のような演技をする選手」として、現在でも非常に高い評価を得ている。また、「サルコウジャンプを無くしてしまいたい」と言うほど、サルコウジャンプを苦手としている。
新採点システムがもっと早く導入されていればスケーティングが評価され、9点台も可能な選手であったとの声さえある。
エルドリッジは、逆回転（右回り）でジャンプやスピンをするが、右利きである。これは、フィギュアスケートを始めた際、左回りより右回りのほうが飛びやすかったため、そのまま右回りで演技をするようになった。

## 主な戦績

### 1993-94シーズン〜2001-02シーズン
| 大会/年            | 93-94 | 94-95 | 95-96 | 96-97 | 97-98 | 99-00 | 00-01 | 01-02 |
| ------------------ | ----- | ----- | ----- | ----- | ----- | ----- | ----- | ----- |
| 冬季オリンピック   |       |       |       |       | 4     |       |       | 6     |
| 世界選手権         |       | 2     | 1     | 2     | 2     |       | 3     |       |
| 四大陸選手権       |       |       |       |       |       | 4     |       |       |
| 全米選手権         | 4     | 1     | 2     | 1     | 1     |       | 2     | 1     |
| GPファイナル       |       |       | 5     | 2     | 3     |       |       | 4     |
| GPスケートカナダ   |       |       |       |       |       | 4     | 2     | 3     |
| GPラリック杯       | 1     |       |       | 1     | 4     |       |       | 2     |
| GPスケートアメリカ | 4     | 1     | 1     | 1     | 1     |       | 3     |       |
| GPボフロスト杯     |       |       | 3     |       |       |       |       |       |
| GPNHK杯            |       | 1     |       |       |       |       |       |       |

### 1985-86シーズン〜1992-93シーズン
| 大会/年            | 85-86 | 86-87 | 87-88 | 88-89 | 89-90 | 90-91 | 91-92 | 92-93 |
| ------------------ | ----- | ----- | ----- | ----- | ----- | ----- | ----- | ----- |
| 冬季オリンピック   |       |       |       |       |       |       | 10    |       |
| 世界選手権         |       |       |       |       | 5     | 3     | 7     |       |
| 全米選手権         | 5 J   | 1 J   | 8     | 5     | 1     | 1     |       | 6     |
| GPスケートアメリカ |       |       |       | 3     |       | 3     | 3     | 1     |
| GPボフロスト杯     |       |       |       |       |       | 2     | 1     |       |
| GPNHK杯            |       |       |       | 6     |       |       |       |       |
| 世界Jr.選手権      | 5     | 2     | 1     |       |       |       |       |       |

### 詳細
| 2007-2008 シーズン |                                    |    |          |        |
| 開催日             | 大会名                             | SP | FS       | 結果   |
| 2008年4月20日      | 2008年ジャパンオープン（さいたま） | -  | 6 111.94 | 3 団体 |

| 2006-2007 シーズン |                                    |    |          |        |
| 開催日             | 大会名                             | SP | FS       | 結果   |
| 2007年4月29日      | 2007年ジャパンオープン（さいたま） | -  | 6 117.52 | 3 団体 |

| 2001-2002 シーズン  |                                                        |    |    |      |
| 開催日              | 大会名                                                 | SP | FS | 結果 |
| 2002年2月9日-21日   | ソルトレイクシティオリンピック（ソルトレイクシティ）   | 9  | 6  | 6    |
| 2002年1月6日-13日   | 全米フィギュアスケート選手権（ロサンゼルス）           | 1  | 1  | 1    |
| 2001年12月14日-16日 | 2001/2002 ISUグランプリファイナル（キッチナー）        | 5  | 4  | 4    |
| 2001年12月14日-16日 | 2001/2002 ISUグランプリファイナル（キッチナー）        | 5  | 4  | 4    |
| 2001年11月14日-18日 | ISUグランプリシリーズ ラリック杯（パリ）               | 2  | 2  | 2    |
| 2001年11月1日-4日   | ISUグランプリシリーズ スケートカナダ（サスカトゥーン） | 4  | 3  | 3    |

| 2000-2001 シーズン  |                                                                |      |    |    |      |
| 開催日              | 大会名                                                         | 予選 | SP | FS | 結果 |
| 2001年3月17日-25日  | 2001年世界フィギュアスケート選手権（バンクーバー）             | 2    | 3  | 3  | 3    |
| 2001年2月7日-10日   | 2001年四大陸フィギュアスケート選手権（ソルトレイクシティ）     | -    | 1  | -  | 棄権 |
| 2001年1月14日-21日  | 全米フィギュアスケート選手権（ボストン）                       | -    | 2  | 2  | 2    |
| 2000年11月1日-5日   | ISUグランプリシリーズ スケートカナダ（ミシサガ）               | -    | 2  | 2  | 2    |
| 2000年10月25日-29日 | ISUグランプリシリーズ スケートアメリカ（コロラドスプリングス） | -    | 5  | 3  | 3    |

| 1999-2000 シーズン   |                                                      |    |    |      |
| 開催日               | 大会名                                               | SP | FS | 結果 |
| 2000年2月21日 - 27日 | 2000年四大陸フィギュアスケート選手権（大阪）         | 1  | 5  | 4    |
| 1999年11月4日 - 7日  | ISUグランプリシリーズ スケートカナダ（セントジョン） | 4  | 4  | 4    |

| 1997-1998 シーズン   |                                                           |      |    |    |      |
| 開催日               | 大会名                                                    | 予選 | SP | FS | 結果 |
| 1998年3月28日-4月5日 | 1998年世界フィギュアスケート選手権（ミネアポリス）        | 1    | 4  | 1  | 2    |
| 1998年2月8日-20日    | 長野オリンピック（長野）                                  | -    | 3  | 4  | 4    |
| 1998年1月4日-11日    | 全米フィギュアスケート選手権（フィラデルフィア）          | -    | 1  | 1  | 1    |
| 1997年12月19日-21日  | 1997/1998 ISUチャンピオンシリーズファイナル（ミュンヘン） | -    | 3  | 3  | 3    |
| 1997年11月13日-16日  | ISUチャンピオンシリーズ ラリック杯（パリ）                | -    | 1  | 5  | 4    |
| 1997年10月22日-26日  | ISUチャンピオンシリーズ スケートアメリカ（デトロイト）    | -    | 1  | 1  | 1    |